# Quart (llibre)

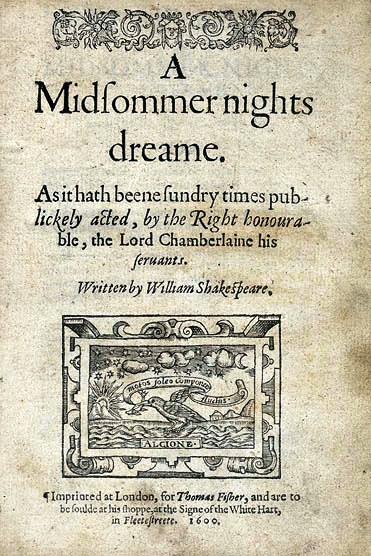
Portada de la primera edició en format quart de l'obra shakespeariana El somni d'una nit d'estiu 1600

El terme quart (o en quart, de l'italià quarto i in quarto) designa un llibre o pamflet que té una mida d'un quart de foli. Un quart s'obté doblegant el paper dues vegades, cosa que dona vuit pàgines de text (imprimint per cada costat).
El llibre europeu més antic fou imprès en format quart: es tracta del Sibyllenbuch, que es creu que fou imprès per Gutenberg el 1452–53 abans de la Bíblia de Gutenberg. Divuit de les trenta-sis obres incloses en el Primer Foli de Shakespeare de 1623 foren impreses per primer cop per separat. en format quart.
El terme «quart» també designa en l'actualitat llibres de la mida del quart de foli; vegeu l'article Mides de llibre.